# Luis Eduardo Díazgranados
Luis Eduardo Díazgranados Torres (Barranquilla, 15 de julio de 1970) es un empresario y político colombiano. 

## Biografía
Nació en Barranquilla. Estudió administración de empresas en la Universidad de Mercer, Estados Unidos. Su trayectoria inició como gerente de Utraplast de sector ganadero.
Debutó en la política como Concejal de Barranquilla entre 2001-2003, Diputado del Atlántico entre 2004-2007. En 2010 fue elegido como Miembro de la Cámara de Representantes de Colombia y reelegido en 2014 al 2018, fue elegido como Senador de la República de Colombia entre 2018-2022 por el Partido Cambio Radical.